# وجدي ساحلي
وجدي ساحلي (بالفرنسية: Wajdi Sahli)‏ هو لاعب كرة قدم تونسي وفرنسي في مركز الوسط، ولد في 17 أبريل 1997 في لا سين سور مير في فرنسا. لعب مع نادي أبولون سميرني.

## وصلات خارجية
- وجدي ساحلي على موقع قاعدة بيانات كرة القدم.إي يو (الإنجليزية)
- وجدي ساحلي على موقع Soccerway.com (الإنجليزية)